# Provincia di Lumbini
La provincia di Lumbini (in nepalese लुम्बिनी प्रदेश che fino al 6 ottobre 2020 era chiamata Provincia No. 5 (in nepalese प्रदेश न० ५), è una delle sette province del Nepal, stabilite dalla Costituzione del Nepal del 2015.
Il capoluogo è Deukhuri.

## Suddivisioni amministrative
La provincia è suddivisa in 12 distretti:
1. Arghakhanchi
2. Banke
3. Bardiya
4. Dang Deukhuri
5. Rukum Est
6. Gulmi
7. Kapilvastu
8. Parasi
9. Palpa
10. Pyuthan
11. Rolpa
12. Rupandehi